# Bagarkvarnen

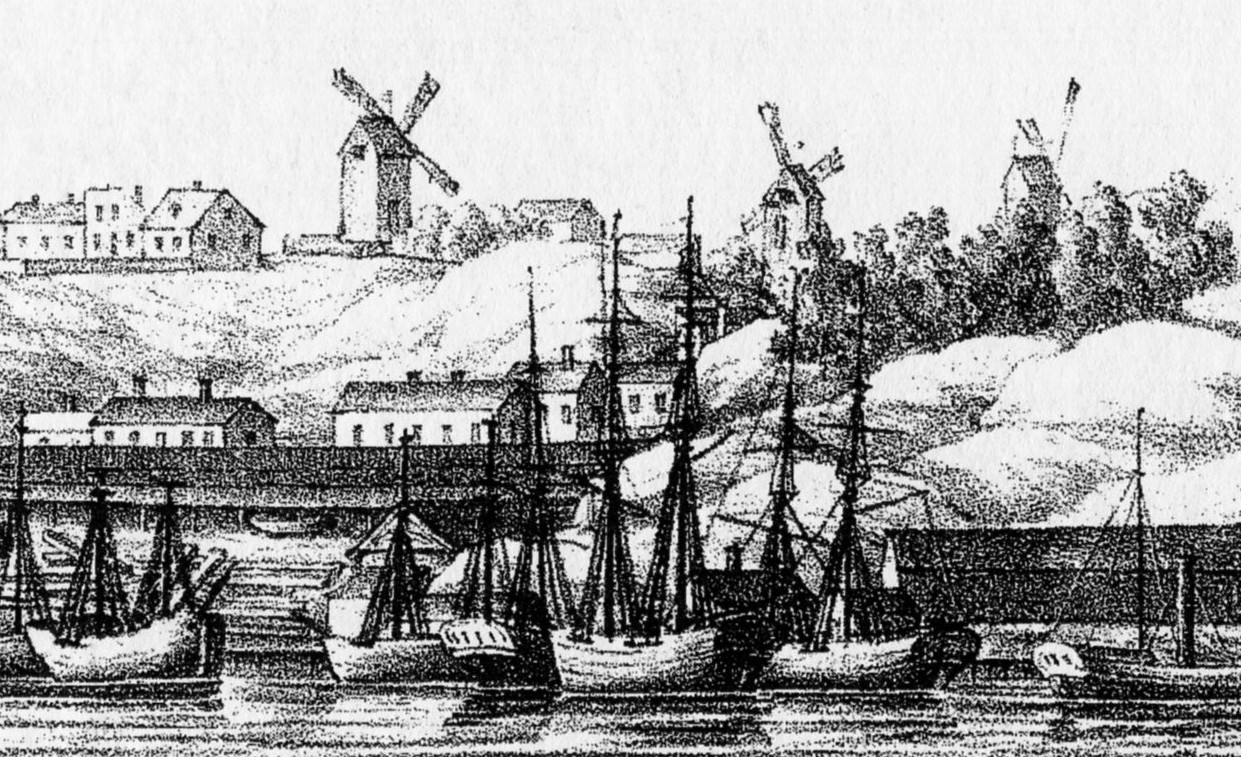
Södra varvet och Bagarkvarnen på Hårdhs panorama 1836. Till höger två okända kvarnar.

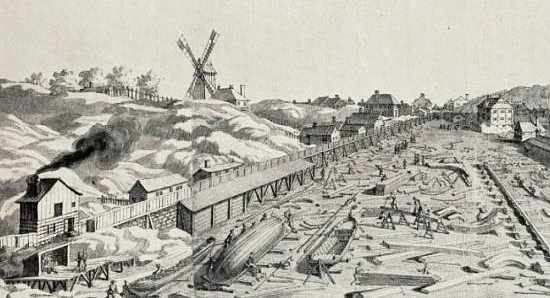
Södra varvet och Bagarkvarnen, 1800-tal.

Bagarkvarnen (även Zachaus kvarn) var en väderkvarn på östra Södermalm i Stockholm. Kvarnen var troligen från 1600-talet och revs år 1836 av Stockholms stads brandförsäkringskontor.

## Historik
Södermalms höga klippor mot Saltsjön var en bra plats att uppföra väderkvarnar på. Under början av 1700-talet fanns här minst sex kända, namngivna kvarnar, bland dem Hökens kvarn, Mosis kvarn, Träkvarnen, Havfrun, Danviks väderkvarn (där fanns också en vattenkvarn) och Bagarkvarnen. Den senare låg på Åsöberget vid Lotsgatan i nuvarande kvarteret Lotsen. Bagarkvarnen var en stolpkvarn som anlades någon gång före 1733. I Holms tomtbok från 1674 saknas motsvarande blad, men på Petrus Tillaeus karta från 1733 redovisas kvarnen som Bagare qu: (litt cc). 
Bagarkvarnen tillsammans med två okända kvarnar syns fortfarande på Adolf Hårdhs  panoramabild över Stockholm från 1836. I samband med att Stockholms stads brandförsäkringskontor betalade en viss ersättning för nedtagandet av eldfarliga trähus, revs kvarnen 1839. Som motprestation fick ägarna till de rivna husen lova att aldrig mera låta uppföra någon träbyggnad, inte ens med vederbörlig tillstånd.